# Iguana delicatissima
Iguana delicatissima (Ігуана зелена карибська) — вид ящірок родини Ігуанові (Iguanidae). 

## Поширення
Мешкає на Малих Антильських островах Карибського моря (на островах Сен-Бартелемі, Ангілья, Сент-Мартен, Сінт-Естатіус, Антигуа, Гваделупа, Домініка і Мартиніка).

## Спосіб життя
Iguana delicatissima є виключно травоїдними тваринами, живляться в основному в ранковий час; раціон становлять листя, квіти і фрукти широкого діапазону чагарників і дерев, зокрема Capparis, Hippomane, Ipomea, опунцію, паслін, і Tabebuia і ще близько 100 рослин. Мається сезонна зміна у живленні, виражена у листяній дієті в суху пору року, що замінюється квітковою та плодоїдною під час вологого сезону. Надає перевагу молодому листю, квітковим зародкам і зрілим фруктам. Розсіювання ігуанами насіння дуже важливе для багатьох прибережних лісових видів рослин, особливо гіркі фрукти, якими не живляться птахи та кажани.